# Alonso Medel
Alonso Ignacio Medel Araya (Antofagasta, 19 de diciembre de 2001) es un jugador de bádminton chileno. 

## Carrera
En 2016 ganó el abierto internacional de Chile en la modalidad de dobles masculino junto a su compatriota Diego Castillo y alcanzó la final en la modalidad dobles mixto con Mickaela Skaric como compañera.
En 2018 representó a su país en los Juegos Olímpicos de la Juventud 2018 celebrados en Buenos Aires, Argentina, donde terminó en la novena posición en la prueba individual masculina y en la quinta posición en la prueba de relevos por equipos.

## Logros

### Challenge Internacional BWF/Series
Dobles masculino
| Año  | Torneo                 | Compañero      | Oponente                 | Marcador            | Resultado |
| ---- | ---------------------- | -------------- | ------------------------ | ------------------- | --------- |
| 2016 | Internacional de Chile | Diego Castillo | Iván León Bastián Lizama | 13-21, 22-20, 21-17 | Ganador   |

Dobles mixto
| Año  | Torneo                 | Compañera       | Oponente                | Marcador           | Resultado |
| ---- | ---------------------- | --------------- | ----------------------- | ------------------ | --------- |
| 2016 | Internacional de Chile | Mickaela Skaric | Iván León Camila Macaya | 7-21, 21-18, 13-21 | Finalista |

     Torneo BWF Challenge internacional
     Torneo BWF Serie internacional
     Torneo BWF Serie futuro